# Le Post
Le Post est un site français d'actualité, alimenté par une équipe de rédaction et par les informations postées par des internautes. Créé en 2007, il a cessé sa publication le 23 janvier 2012 ; depuis cette date, la page d'accueil du site redirige vers Le Huffington Post.

## Histoire
Lancé le 9 septembre 2007, Le Post est l'émanation du site Le Monde interactif, filiale commune du groupe Le Monde et de Lagardère SCA (minoritaire) qui est destinée à l'édition de sites web,,,.
Il a été cofondé par Benoît Raphaël, anciennement chargé des stratégies internet du groupe Dauphiné Libéré. Il a annoncé, le mercredi 3 mars 2010, son départ de la rédaction en chef du site. En octobre 2010, il a été remplacé par Philippe Mathon, anciennement rédacteur en chef du site du journal Le Point.
Les chroniqueurs invités du site se sont vus remerciés fin décembre 2011 par Le Monde interactif puisque celui-ci a signé un partenariat avec Le Huffington Post qui remplace Le Post. Dès le 23 janvier 2012, Le Post s'arrête et la page d'accueil du site redirige vers Le Huffington Post.

## Fonctionnement
Le site fonctionne sur un mode contributif non rémunéré. Il suit une démarche collaborative : chacun peut proposer un texte rédigé par ses soins, qui pourra alors être remarqué ou publié en une, selon le choix de la rédaction,. Le Post propose en page une un choix de nouvelles rassemblant celles qui figurent habituellement dans les pages d'informations générales de la presse quotidienne régionale (faits divers, politique, actualité locale) et sur les blogs (buzz, débats). 
Les articles peuvent être signés de trois manières différentes : par la rédaction du Post, par un blogueur « invité » ou par un internaute qui dispose d'un compte sur le site.
Un an après sa création, le site comptait environ 3,8 millions de visites par mois. En mars 2009, ce chiffre s'élève à 7 544 226 selon l'OJD. D'après Pierre Haski de Rue89, le site est déficitaire à hauteur d'un million d'euros par an.

## Critique
La rédaction du Post apparaît dans le documentaire de Ted Anspach, intitulé Les Effroyables Imposteurs, qui porte sur la presse en ligne alimentée par les internautes non-journalistes qui diffusent leurs propres informations. Des membres du forum Jeuxvideo.com se sont également concertés pour y faire publier de fausses annonces de décès de Jean Dujardin et d'une rappeuse. Le service de modération, Netino[réf. souhaitée], qui modère les billets mis en ligne par les internautes, est montré comme incapable de contenir la diffusion de rumeurs et autres fausses informations, contrairement à l'équipe, dix fois plus nombreuse, de l'homologue allemand du Post, le Spiegel Online.
D'après Benoît Raphaël, Ted Anspach fait une confusion entre le travail d'édition des contenus opéré par les dix journalistes de la rédaction et l'équipe de modération qui effectue un contrôle légal a posteriori des articles publiés sur les blogs du site. Ces derniers ayant laissé passer des billets contenant des rumeurs et autres fausses informations, mais les ont modérés après avoir été alertés, comme le leur permet l'article 6-I-2 de la loi pour la confiance dans l'économie numérique. 

## Justice
Le Post a été condamné par la Cour d'appel de Versailles à verser 10 000 euros de dommages et intérêts à Flavie Flament pour avoir « re-publié, pour le démentir, un billet annonçant sa mort » en 2009. En seconde instance, la Cour d'appel a condamné la société Le Post à verser 12 000 euros à la plaignante.